# Stephan Schill
Stephan Schill (* 1964 in Rathenow) ist ein deutscher Schauspieler.
Schill begann nach seinem Schulabschluss 1981 eine Ausbildung zum Elektroinstallateur. Von 1988 bis 1994 studierte er Musical/Schauspiel in Leipzig an der Hochschule für Musik und Theater Felix Mendelssohn Bartholdy, welches er mit dem Diplom abschloss. Er wirkte unter anderem in Rosa von Praunheims Film Härte (2015) mit.

## Theater
- 1992–2002: Musikalische Komödie Leipzig
- 1994–1995: Neues Metropol Theater Hamburg
- 1996: Musiktheater Duisburg und Dresdner Komödie
- 1997–1998: Stadttheater Görlitz
- 1998: Schiller Theater Werkstatt Berlin
- 1998–2000: Schlossparktheater Berlin
- 1998: Sommerfestspiele Jagsthausen
- 1999:	Theater am Kurfürstendamm
- 1999–2000: Theater des Westens
- 2000–2001: Kulisse in Wien
- 2001–2005: Theater am Kurfürstendamm
- 2005: Contra-Kreis-Theater Bonn, Studiobühne Berlin
- 2006: Theater im Kosmos
- 2006–2007: Theater im Wechselbad, Volkstheater Wien
- 2009: Wechselbad Theater Dresden, Fliegende Bauten Hamburg / Ein Käfig voller Narren
- 2010: Contra-Kreis-Theater, Bonn/  What a feeling
- 2015: Dresdner Comoedie im Hotel Elbflorenz, Dresden
- 2015: Stage Theater am Potsdamer Platz, Berlin

### Filmografie (Auswahl)
- 1998: Hallo, Onkel Doc! (TV-Serie)
- 1999: Schloss Einstein (TV-Serie)
- 2000: Wolffs Revier (TV-Serie)
- 2005: Die Taube auf dem Dach
- 2005: Verzweifelt Gesucht
- 2005: Heimliche Liebe
- 2006: Fliegen lernen
- 2006: One day of a living dead
- 2007: Wege zum Glück (Telenovela)
- 2007: Gute Zeiten, schlechte Zeiten (TV-Serie)
- 2008: SOKO Köln (TV-Serie)
- 2008–2009: Rote Rosen (Telenovela)
- 2011–2012: Herzflimmern (TV-Serie)
- 2013: Verbotene Liebe (TV-Serie)
- 2015: Härte
- 2016: Einfach Rosa – Verliebt, verlobt, verboten
- 2018: Inga Lindström – Vom Festhalten und Loslassen
- 2019: Freundinnen – Jetzt erst recht als Johannes Hoffmann